# Sólo muerdo por ti
Sólo Muerdo Por Ti es el cuarto álbum de estudio publicado por Nena Daconte, dedicado a su reciente maternidad y lanzado el 30 de abril de 2013 bajo la producción de Manuel Colmenero y Jabibu Carretero. El disco está conformado por 15 temas (Dos como bonus track para su edición digital) todos compuestos por Mai Meneses a piano y guitarra.

## Historia
El título del álbum lo da una canción que Mai Meneses compuso en forma de nana para su hijo. El mismo día de su debut, Sólo muerdo por ti se alzó con el número 1 en ventas en iTunes.
En palabras de Mai:
"Siento que éste es el disco más maduro y con el que más he meditado en cada una de sus fases durante casi dos años.. no hay nada que esté al azar, todo está medido al milímetro: cada letra, cada paso...todo está muy trabajado".
Según las críticas musicales, se trata de un disco más claro y más directo. En cuanto a su sonido, es una vuelta a los orígenes de Nena Daconte.
El álbum se abre con los primeros compases de Linda tristeza, en los que nos transportan directamente a esta nueva atmósfera de Nena Daconte, en la que la melancolía, la soledad, el paso del tiempo y el desamor se perfilan como temas principales, pero abordados con una energía arrolladora. Destaca, no obstante, el tema Causas perdidas de corte social y Disparé, la canción que en clave Quentin Tarantino habla metafóricamente de la huida y que por su sabor ácido, que recuerda a aquel Engáñame a mí también del primer disco, o El aleph del segundo.

## La composición
Este disco es la primera ocasión en que Mai Meneses actúa como cantautora, pues la letra y música de las canciones han sido totalmente compuestas por ella.

## Listado de canciones
Aquí el listado de las canciones del álbum Sólo Muerdo Por Ti
1. Linda tristeza - 3:51
2. No pudimos ser - 3:30
3. Disparé - 3:15
4. A Ti Te Dio Por Reír - 3:15
5. Causas Perdidas - 4:00
6. Memoria - 3:27
7. Gritar Alto - 3:16
8. La Vida Vieja - 3:54
9. Catatónica - 3:27
10. Voy A Tumbarme Al Sol - 3:30
11. La Vida Es Así - 4:30
12. Cuanto Más Lejos - 3:26
13. Sólo Muerdo Por Ti - 2:55
14. Estar contigo es (tema extra para edición digital)
15. Hey, tú (tema extra para edición digital)

## Listas

### Semanales
| País/Continente | Ranking         | Primera semana | Posición de ingreso | Mejor posición | Semanas en la mejor posición | Semanas en el ranking | Última semana |
| --------------- | --------------- | -------------- | ------------------- | -------------- | ---------------------------- | --------------------- | ------------- |
| Europa          |                 |                |                     |                |                              |                       |               |
| España          | Top 100 álbumes | 40             | 17                  | 17             | 2                            | 7                     | 17            |